# Ptenidophyes
Ptenidophyes is een geslacht van wantsen uit de familie van de Schizopteridae. Het geslacht werd voor het eerst wetenschappelijk beschreven door Odo Reuter in 1891.

## Soorten
Het genus bevat de volgende soort:

- Ptenidophyes mirabilis Reuter, 1891